# Raja cervigoni
Raja cervigoni es una especie de pez de la familia de los Rajidae en el orden de los Rajiformes.

## Morfología
Los machos pueden llegar a alcanzar los 50 cm de longitud total.

## Reproducción
Es ovíparo y las hembras ponen huevos envueltos en una cápsula córnea.

## Hábitat
Es un pez de mar y de Clima tropical y demersal que vive entre 30-180 m de profundidad. 

## Distribución geográfica
Se encuentra en el Océano Atlántico occidental central: Colombia, Venezuela y Trinidad y Tobago. 